# Gethyllis afra
Gethyllis afra är en amaryllisväxtart som beskrevs av Carl von Linné. Gethyllis afra ingår i släktet Gethyllis och familjen amaryllisväxter. Inga underarter finns listade i Catalogue of Life.